# Хауърд Ашман
Хауърд Елиът Ашман е американски драматург, текстописец и театрален режисьор.
Сътрудничи на композитора Алън Менкен по анимационните филми на „Дисни“, за които пише песните, а Менкен композира музиката. Считан е за основна движеща сила зад Ренесанса на Дисни. Неговата работа включва песните за филмите „Малкото магазинче на ужасите“, „Малката русалка“, „Красавицата и Звяра“ и „Аладин“. След смъртта му през 1991 г. е наследен от Тим Райс, който го заменя в писането на песни.

## Ранен живот и образование
Ашман е роден на 17 май 1950 г. в Балтимор, Мериленд в семейството на Шърли Телма и Реймънд Албърт Ашман. Неговото семейство е от еврейски произход. През 1974 г. завършва университета в Индиана.

## Смърт
По време на производството на „Малката русалка“ през 1988, Ашман е диагностициран с ХИВ, докато продължава да пише песните. Питър Кънц каза, че Ашман е подкрепен от Джефри Каценберг, докато компанията създава производствен отдел близо до неговия дом, за да може да получи лечение в болница „Свети Винсънт“ в Ню Йорк по работата му към „Красавицата и Звяра“, но оцелява да види личната екранизация за филма.
Ашман почина на 14 март 1991 г. на 40-годишна възраст, без да види завършения филм. „Красавицата и Звяра“, който е пуснат 8 месеца по-късно, в негова памет включва съобщение след финалните надписи: „На нашия приятел Хауърд, който дава на русалката нейния глас, а звярът – неговата душа“. Ще останеш завинаги в сърцата ни. Хауърд Ашман 1950-1991.“
Погребан е в гробището „Охев Шалом“ в Рейстърстаун, Мериленд и оцелява със сестра си Сара Гилеспи и майка си Шърли Гършман.